# Michal Škrabal
Michal Škrabal (* 24. srpna 1979) je vědecký pracovník a lexikograf. Působil jako jazykový korektor, pracoval také jako redaktor časopisu Tvar. Je autorem nebo spoluautorem řady vědeckých publikací. Spolu s Martinem Kavkou připravil knihu „Hacknutá čeština: Neortodoxní slovník dnešní mateřštiny“, kterou vydalo nakladatelství Jan Melvil Publishing.

## Život a kariéra
Michal Škrabal vystudoval obor český jazyk a literatura – lotyština na Filozofické fakultě Univerzity Karlovy v Praze. Titul Ph.D. získal v oboru matematická lingvistika, rovněž na Univerzitě Karlově. Od roku 2015 působí jako vědecký pracovník Ústavu Českého národního korpusu na Univerzitě Karlově. Dříve pracoval jako redaktor časopisu Tvar a jazykový korektor, příležitostně překládá lotyšskou beletrii. Škrabal je autorem a spoluautorem řady odborných publikací.

### Hacknutá čeština
Michal Škrabal je spolu s Martinem Kavkou autorem knihy „Hacknutá čeština: Neortodoxní slovník dnešní mateřštiny“, kterou v říjnu 2018 vydalo nakladatelství Jan Melvil Publishing. Kniha je označována jako slovník neologismů. [8]
Do slovníku autoři vybrali více než 3 000 nových slov, která vypovídají o současné době. Týkají se například politiky, alkoholu, sexu i dalších oblastí života. Knihu doplňují ilustrace Lukáše Fibricha a rozhovory Martina Kavky s devíti osobnostmi, pro něž je čeština pracovním nástrojem (například copywriterka Michelle Losekoot, lektor tvůrčího psaní René Nekuda nebo herec Jan Zadražil).

## Výběrová bibliografie
- Škrabal M. – Veckalne A. (2019): Bērtin bēru valodiņu: par kādu latviešu valodas verbālu konstrukciju korpuslingvistikas skatījumā. Valoda: nozīme un forma 10. Latvijas gramatiskā doma gadsimta gaitā, s. 217–231
- Šemelík M. – Škrabal M. (2019): Poznámky k poznámkám: Usage notes v českém lexikografickém prostředí. Naše řeč 102 (1–2), s. 25–35.
- Kováříková D. – Škrabal M. – Cvrček V. – Lukešová L. – Milička J. (2019): Lexicographer’s Lacunas or How to Deal with Missing Representative Dictionary Forms on the Example of Czech. International Journal of Lexicography 32 (1), s. 1–14.
- Škrabal M. (2019): Význam ve slovníku poprvé: Slovníkový výklad; Význam ve slovníku podruhé: Překladový ekvivalent. In Lišková M. – Šemelík M. (eds.): Jak se píší slovníky aneb Lexikografie pro každého. Praha: Nakladatelství Lidové noviny, s. 91–101; 102–109.
- Škrabal M. – Benko V. (2018): Czech & Slovak Corpus Resources Go (not only) Latvian. In Muischnek K. – Müürisep K. (eds.): Human Language Technologies – The Baltic Perspective. Proceedings of the Eighth International Conference Baltic HLT 2018 (Frontiers in Artificial Intelligence and Applications). Amsterdam: IOS Press, s. 158–165.
- Škrabal M. (2018): Ra ko hutu d dekotu ely trebomu emusohe: dažas valodnieka pārdomas par valodas varu un varas valodu. In Pazuhina N. – Štoll P. – Šuvajevs I.: Bezvarīgo vara: Masariks, Patočka, Havels. Rīga: LU Filozofijas un socioloģijas institūts, s. 217–222.
- Škrabal M. (2017): Příčestí přítomné trpné ve staré češtině a dnešní lotyštině: Srovnávací studie. In Stluka M. – Škrabal M. (eds.): Liſka a czban. Sborník příspěvků k 70. narozeninám prof. Karla Kučery. Praha: Nakladatelství Lidové noviny, s. 99–107.
- Škrabal M. – Vavřín M. (2017): The Translation Equivalents Database (Treq) as a Lexicographer’s Aid. In Kosem I. et al.: Electronic lexicography in the 21st century. Proceedings of eLex 2017 conference. Brno: Lexical Computing CZ s.r.o., s. 124–137.
- Škrabal M. – Vavřín M. (2017): Databáze překladových ekvivalentů Treq. Časopis pro moderní filologii 99 (2), s. 245–260.
- Křen M. – Cvrček V. – Čapka T. – Čermáková A. – Hnátková M. – Chlumská L. – Jelínek T. – Kováříková D. – Petkevič V. – Procházka P. – Skoumalová H. – Škrabal M. – Truneček P. – Vondřička P. (2016): SYN2015: Representative Corpus of Contemporary Written Czech. In Calzolari N. et al. (eds.): Proceedings of the Tenth International Conference on Language Resources and Evaluation (LREC’16). Portorož: ELRA, s. 2522–2528.
- Škrabal M. (2016): Straddling the boundaries of traditional and corpus-based lexicography: A Latvian-Czech dictionary. In Margalitadze T. – Meladze G. (eds.): Proceedings of the XVII EURALEX International Congress. Lexicography and Linguistic Diversity. Tbilisi: Ivane Javakhishvili Tbilisi State University, s. 910–914.
- Křen M. – Cvrček V. – Čapka T. – Čermáková A. – Hnátková M. – Chlumská L. – Jelínek T. – Kováříková D. – Petkevič V. – Procházka P. – Skoumalová H. – Škrabal M. – Truneček P. – Vondřička P. – Zasina A. (2015). SYN2015: reprezentativní korpus psané češtiny. Praha: Ústav Českého národního korpusu FF UK.